# Scymnus margipallens
Scymnus margipallens är en skalbaggsart som först beskrevs av Étienne Mulsant 1850.  Scymnus margipallens ingår i släktet Scymnus och familjen nyckelpigor. Inga underarter finns listade i Catalogue of Life.